# アレクサンダル1世 (ユーゴスラビア王)

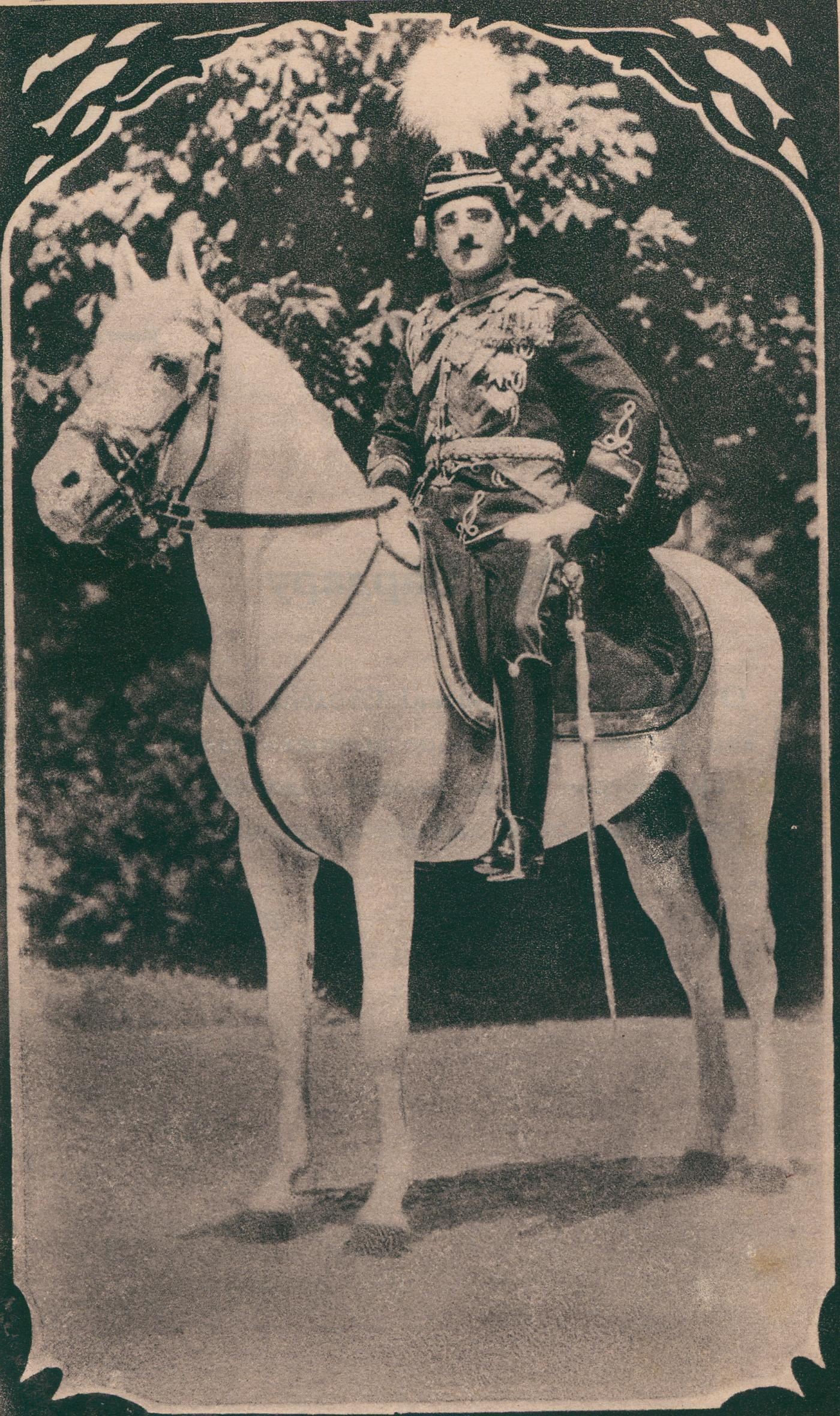
乗馬姿のアレクサンダル王（1926）

アレクサンダル1世（Aleksandar I Karađorđević, Александар I Карађорђевић, 1888年12月16日 - 1934年10月9日）は、カラジョルジェヴィッチ家のセルビア人・クロアチア人・スロベニア人王国国王（在位：1921年 - 1929年）、のちユーゴスラビア王（在位：1929年 - 1934年）。

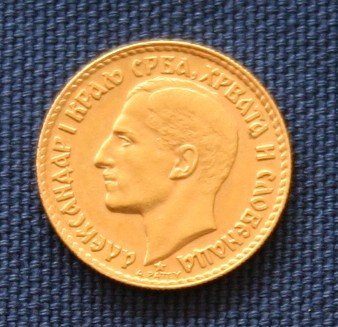
アレクサンダル1世の肖像が刻印されたコイン

## 生涯

### 前半生
モンテネグロ公国の首都ツェティニェに元セルビア公ペータル1世の次男として生まれた。当時セルビアはオブレノヴィッチ家の支配下にあり、亡命中だったカラジョルジェヴィッチ家は欧州各地を流浪していた。アレクサンダルはスイスの普通学校で学び、次いでペテルブルクの大学で学んだ。1903年にセルビアで5月クーデターが発生して父ペータル1世がセルビア王に即位した後も、アレクサンダルはペータル1世に乞うて欧州各地を見学していた。1909年には兄のジョルジェが廃嫡されたため、新たな王太子となった。第一次バルカン戦争中の1913年にはクマノヴォの戦いで大功をたてた。第一次世界大戦中にセルビアが占領されると、ユーゴスラヴ統一を掲げて運動し、戦後のユーゴスラビアの形成に貢献した。

### 即位
1921年、アレクサンダルはセルビア人・クロアチア人・スロベニア人王国の王位を継承し、セルビア人の専制体制を築いてクロアチア人の激しい反発を招いた。こうしたクロアチアの抵抗運動を抑えるため、アレクサンダル1世はさらにセルビア人の専制権力を強化した。

### 1928年議会内暗殺事件と1月6日独裁制
1928年6月20日にユーゴスラビア国会の議場でクロアチア農民党指導者のスチェパン・ラディチが射殺（1928年議会内暗殺事件）されたのをきっかけに、民族対立により議会が機能しなくなると、1929年1月6日にこの政治危機を理由としてクーデターを敢行、独裁政治を布き、10月3日に国名をユーゴスラビア王国と改めた。国土は直轄市であるベオグラードと民族分布ではなく分水嶺などの地形により境界を定めた9つの州に分割され、州名には民族名や地域名ではなくその州の主要河川から命名された。これによりクロアチア人はさらに体制への反感を強めた。
1932年11月7日にクロアチア自治派とその他在野派がザグレブでクロアチアの完全な自治権を求める決議を表明すると、1933年中にユーゴスラビア政府はセルビア系以外の政治勢力を弾圧した。多くの政治家が投獄・幽閉・流刑・国外追放された。その中には前農務大臣クルウェッチやスロヴェニア人民党代表で元首相アントン・コロシェツらも含まれていた。特にクロアチア人の反感の高まりを憂慮したアレクサンダル1世は、1933年12月から翌34年1月の約1ヶ月、ベオグラードを離れてザグレブを訪問した。そこで人心緩和と自らの評価回復のため尽力したが、効果は薄かった。

### 暗殺

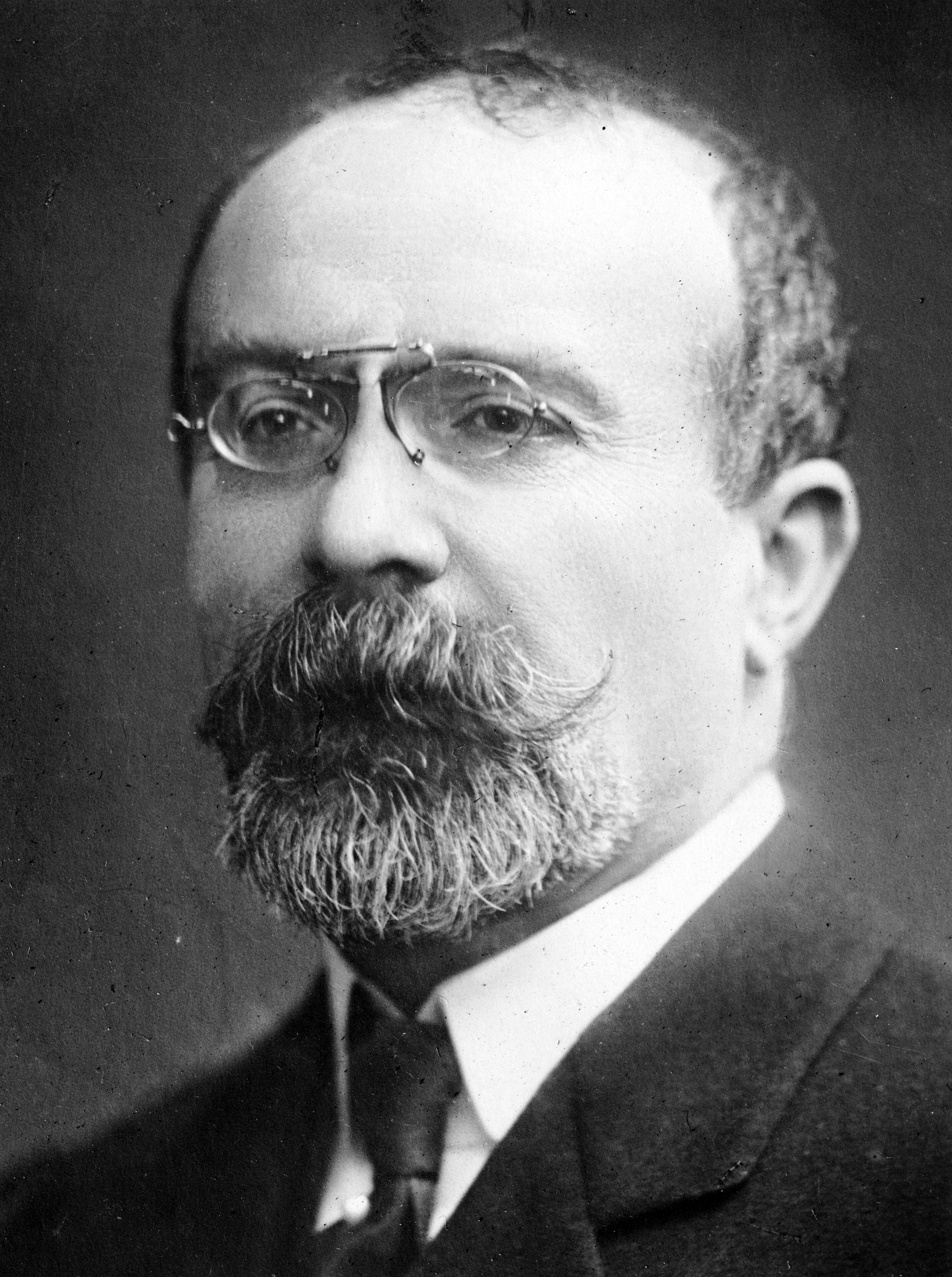
ルイ・バルトゥー
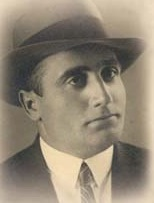
ヴラド・チェルノセムスキー

1934年10月9日、マルセイユを訪問したアレクサンダル1世はフランス外相ルイ・バルトゥーと面会したが、この場に潜伏していた狙撃手ヴラド・チェルノセムスキーにより、バルトゥーと共に乗車していた車内で暗殺された（犯人のチェルノセムスキーはその場で警官に射殺されたが、バルトゥーは警官の流れ弾で重傷を負い、手当てが遅れたため数時間後に命を落とした）。この犯行の黒幕はクロアチアの民族主義団体ウスタシャであったとも、ヴァルダル・マケドニア（現在の北マケドニア）のブルガリアへの帰属を求めるブルガリア・北マケドニアの民族主義団体内部マケドニア革命組織であったとも言われるが（あるいはその両方の関与という説も）、真相は現在でも不明である。
チェルノセムスキーがハンガリーで裏書されたチェコスロバキアのパスポートを持ち、彼が属するとされた組織がハンガリーに根拠地を置いていたため、ユーゴスラビアは国際連盟でハンガリーを弾劾する訴告をした。この訴えをフランスが支援し、ユーゴスラビアと不仲であったイタリアがハンガリーを支援したことで、連盟理事会は一時緊張した。しかし、イギリス代表だったアンソニー・イーデンが「連盟理事会は責任重大であると自覚すべき」と論じて仏伊両国が軟化し、事態は落ち着いた。

## 影響

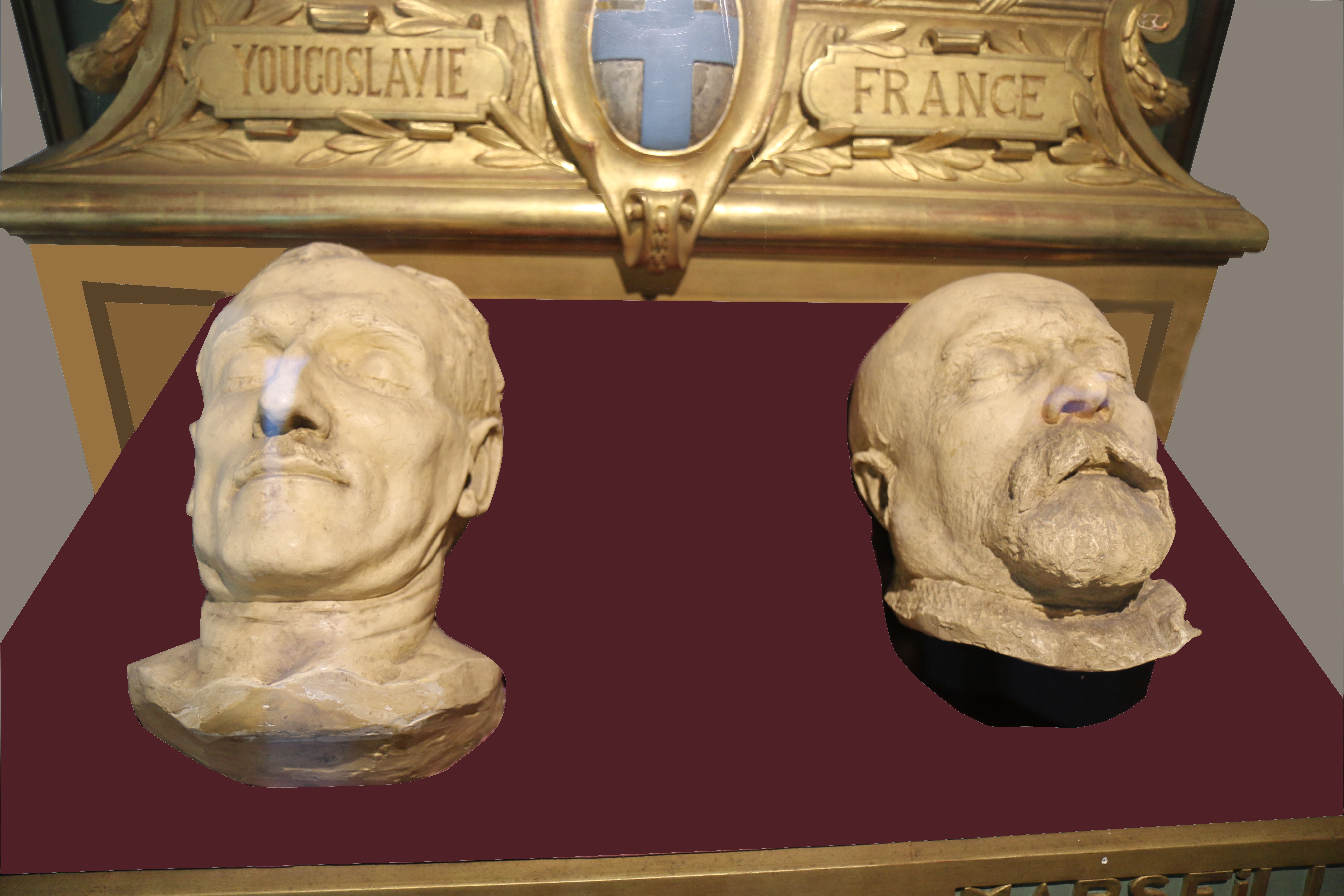
アレクサンダル（左）とバルトゥーのデスマスク

アレクサンダル1世の死後、こうしたクロアチア人に対する過剰な抑圧政策は放棄され、クロアチア人の自治権をある程度認める方向へと転換していったが、それでも民族問題の解決には至らず、セルビア人とクロアチア人との対立が自由主義と全体主義との対立と複雑に絡み合って、第二次世界大戦へと突入していくことになる。